# عوض حیدرپور
عوض حیدرپور شهرضایی (زادهٔ ۱۳۳۳ در شهرضا) نمایندهٔ سابق حوزهٔ انتخابیهٔ شهرضا، دهاقان، منظریه در دورهٔ نهم، دورهٔ هشتم و دورهٔ هفتم مجلس شورای اسلامی بوده‌است.